# Клере ле Пен
Клере ле Пен (фр. Cléré-les-Pins) је насељено место у Француској у региону Центар, у департману Ендр и Лоара.
По подацима из 2011. године у општини је живело 1356 становника, а густина насељености је износила 38,07 становника/km².

## Демографија
| 1962. | 1968. | 1975. | 1982. | 1990. | 2011. |
| ----- | ----- | ----- | ----- | ----- | ----- |
| 1.004 | 909   | 797   | 891   | 1.049 | 1.356 |